# Liste der Baudenkmäler in Mönchengladbach (Denkmäler A–C)
Die Liste der Baudenkmäler in Mönchengladbach (Denkmäler A–C) enthält die denkmalgeschützten Bauwerke auf dem Gebiet der Stadt Mönchengladbach in Nordrhein-Westfalen (Stand: 8. Juni 2021). Diese Baudenkmäler sind in der Denkmalliste der Stadt Mönchengladbach eingetragen; Grundlage für die Aufnahme ist das Denkmalschutzgesetz Nordrhein-Westfalen (DSchG NRW).

Baudenkmäler sind „Denkmäler, die aus baulichen Anlagen oder Teilen baulicher Anlagen bestehen“.
Die Denkmalliste der Stadt Mönchengladbach umfasst 1000 Baudenkmäler, darunter 651 Wohnhäuser, 79 Wohn- und Geschäftshäuser, 65 Kirchen, Kapellen oder Klöster, 62 öffentliche Gebäude, 45 Kleindenkmäler, 39 Hofanlagen, 18 Wehranlagen, Burgen oder Adelssitze, 17 Geschäftshäuser, Verwaltungsgebäude oder handwerkliche Betriebe, 16 Industrieanlagen sowie acht Friedhöfe.

## Baudenkmäler
Die Liste umfasst, falls vorhanden, eine Fotografie des Denkmals, als Bezeichnung, falls vorhanden, den Namen, sonst kursiv den Gebäudetyp, den Ortsteil, in dem das Baudenkmal liegt, und die Adresse, das Datum der Unterschutzstellung und die Eintragungsnummer der unteren Denkmalbehörde der Stadt Mönchengladbach. Der Name entspricht dabei der Bezeichnung durch die untere Denkmalbehörde der Stadt Mönchengladbach. Abkürzungen wurden zum besseren Verständnis aufgelöst, die Typografie an die in der Wikipedia übliche angepasst und Tippfehler korrigiert.
| Bild                                 | Bezeichnung                                        | Lage                                                                                      | Beschreibung                                                       | Bauzeit                                                                              | Denkmal- nummer | Eintragung Aktenzeichen |
| ------------------------------------ | -------------------------------------------------- | ----------------------------------------------------------------------------------------- | ------------------------------------------------------------------ | ------------------------------------------------------------------------------------ | --------------- | ----------------------- |
| Wohnhaus                             | Wohnhaus                                           | August-Pieper-Straße 5 Lage                                                               | Siehe August-Pieper-Straße 5 (Mönchengladbach)                     | um 1900                                                                              | A 001           | 4. Dezember 1984        |
| Wohnhaus                             | Wohnhaus                                           | Am Neuen Wasserturm 3 Lage                                                                | Siehe Am Neuen Wasserturm 3 (Mönchengladbach)                      | 1920er Jahre                                                                         | A 002           | 4. Dezember 1984        |
| Wohngeschäftshaus                    | Wohngeschäftshaus                                  | Aachener Straße 218 Lage                                                                  | Siehe Aachener Straße 218 (Mönchengladbach)                        | 1911                                                                                 | A 003           | 4. Dezember 1984        |
| Wohnhaus                             | Wohnhaus                                           | Aachener Straße 160 Lage                                                                  | Siehe Aachener Straße 160 (Mönchengladbach)                        | 1904                                                                                 | A 004           | 4. Dezember 1984        |
| Fachwerkhaus                         | Fachwerkhaus                                       | Am Wefershof 9 e Lage                                                                     | Siehe Am Wefershof 9 e (Mönchengladbach)                           | Mitte des 18. Jahrhunderts                                                           | A 005           | 4. Dezember 1984        |
| Fachwerkhaus                         | Fachwerkhaus                                       | Am Haus Lütz 49 Lage                                                                      | Siehe Am Haus Lütz 49 (Mönchengladbach)                            | Frühes 18. Jahrhundert                                                               | A 006           | 4. Dezember 1984        |
| Wohnhaus                             | Wohnhaus                                           | August-Pieper-Straße 2 Lage                                                               | Siehe August-Pieper-Straße 2 (Mönchengladbach)                     | um 1890                                                                              | A 007           | 4. Dezember 1984        |
| Wohnhaus                             | Wohnhaus                                           | Am Wickrather Tor 62 Lage                                                                 | Siehe Am Wickrather Tor 62 (Mönchengladbach)                       | Anfang der 1920er Jahre                                                              | A 009           | 4. Dezember 1984        |
| Gasthaus St. Vith                    | Gasthaus St. Vith                                  | Alter Markt 6 Lage                                                                        | Siehe Gasthaus St. Vith (Mönchengladbach)                          | 2. Hälfte des 17. Jahrhunderts                                                       | A 011           | 4. Dezember 1984        |
| Wohnhaus (Villa)                     | Wohnhaus (Villa)                                   | Am Pixbusch 4 Lage                                                                        | Siehe Am Pixbusch 4 (Mönchengladbach)                              | um 1800                                                                              | A 012           | 24. September 1985      |
| Grundschule                          | Grundschule                                        | Am Sternenfeld 155 Lage                                                                   | Siehe Grundschule Am Sternenfeld                                   | 1867/68 erbaut, 1897 u. 1912 erweitert                                               | A 013           | 24. September 1985      |
| Wohn- und Geschäftshaus              | Wohn- und Geschäftshaus                            | Abteiberg 7 Lage                                                                          | Siehe Abteiberg 7 (Mönchengladbach)                                | 1883                                                                                 | A 014           | 10. Dezember 1985       |
| Wohn- und Geschäftshaus              | Wohn- und Geschäftshaus                            | Abteiberg 8 Lage                                                                          | Siehe Abteiberg 8 (Mönchengladbach)                                | 1882                                                                                 | A 015           | 10. Dezember 1985       |
| Fachwerkhaus                         | Fachwerkhaus                                       | Am Pastorat 8 Lage                                                                        | Siehe Am Pastorat 8 (Mönchengladbach)                              | 1782                                                                                 | A 016           | 14. Oktober 1986        |
| Wohnhaus                             | Wohnhaus                                           | Auf dem Damm 14 Lage                                                                      | Siehe Auf dem Damm 14 (Mönchengladbach)                            | 1913                                                                                 | A 017           | 14. Oktober 1986        |
| Propstei                             | Propstei                                           | Abteistraße 37 Lage                                                                       | Siehe Propstei Abteistraße 37 (Mönchengladbach)                    | 18. Jahrhundert, 1953                                                                | A 018           | 14. Oktober 1986        |
| Schule                               | Schule                                             | Am Kuhbaum 50 Lage                                                                        | Siehe Am Kuhbaum 50 (Mönchengladbach)                              | 1913                                                                                 | A 020           | 7. September 1988       |
| Hausmeisterhaus                      | Hausmeisterhaus                                    | Alleestraße 21 Lage                                                                       | Siehe Alleestraße 21 (Mönchengladbach)                             | 1885–1890                                                                            | A 022           | 15. Dezember 1987       |
| Berufskolleg                         | Berufskolleg                                       | Alleestraße 23 Lage                                                                       | Siehe Alleestraße 23 (Mönchengladbach)                             | 1891                                                                                 | A 023           | 15. Dezember 1987       |
| Kirche                               | Kirche                                             | Annakirchstraße 88 Lage                                                                   | Siehe St. Anna (Mönchengladbach)                                   | 1909–1911                                                                            | A 024           | 17. Mai 1989            |
| Wohnhaus                             | Wohnhaus                                           | Aachener Straße 236 Lage                                                                  | Siehe Aachener Straße 236 (Mönchengladbach)                        | 1926                                                                                 | A 025           | 17. Mai 1989            |
| Wohnhaus                             | Wohnhaus                                           | Aachener Straße 649 Lage                                                                  | Siehe Aachener Straße 649 (Mönchengladbach)                        | 1928.                                                                                | A 026           | 8. März 1990            |
| Verwaltungsgebäude                   | Verwaltungsgebäude                                 | Albertusstraße 44 a Lage                                                                  | Siehe Albertusstraße 44 a (Mönchengladbach)                        | 1900                                                                                 | A 027           | 7. August 1990          |
| Fachwerkhaus                         | Fachwerkhaus                                       | Ahren 43/45 Lage                                                                          | Siehe Ahren 43/45 (Mönchengladbach)                                | 1733                                                                                 | A 028           | 13. Juni 1990           |
| Fachwerkhaus                         | Fachwerkhaus                                       | Ahren 47/49 Lage                                                                          | Siehe Ahren 47/49 (Mönchengladbach)                                | 1733                                                                                 | A 029           | 13. Juni 1990           |
| Wohnhaus                             | Wohnhaus                                           | Albertusstraße 42 Lage                                                                    | Siehe Albertusstraße 42 (Mönchengladbach)                          | 1880er Jahre                                                                         | A 030           | 5. Februar 1992         |
| Wohnhaus                             | Wohnhaus                                           | Adenauerplatz 7 Lage                                                                      | Siehe Adenauerplatz 7 (Mönchengladbach)                            | 1890                                                                                 | A 031           | 7. August 1990          |
| Wohnhaus                             | Wohnhaus                                           | Albertusstraße 53 Lage                                                                    | Siehe Albertusstraße 53 (Mönchengladbach)                          | 1890                                                                                 | A 032           | 7. August 1990          |
| Wohnhaus                             | Wohnhaus                                           | Aachener Straße 77 Lage                                                                   | Siehe Aachener Straße 77 (Mönchengladbach)                         | 1887                                                                                 | A 033           | 7. August 1990          |
| Kirche                               | Kirche                                             | An der Kirche 6 Lage                                                                      | Siehe Mariä Himmelfahrt (Wanlo)                                    | 1752, 1898                                                                           | A 034           | 30. Januar 1992         |
| Wohnhaus                             | Wohnhaus                                           | An der Kirche 4 Lage                                                                      | Siehe An der Kirche 4 (Mönchengladbach)                            | Ende des 19. Jahrhunderts                                                            | A 035           | 24. Juni 1992           |
| Kruzifix                             | Kruzifix                                           | An der Kirche 6 Lage                                                                      | Siehe Kruzifix An der Kirche 6 (Mönchengladbach)                   | 19. Jh.                                                                              | A 036           | 18. August 1994         |
| Grabplatte im Turm der Kirche        | Grabplatte im Turm der Kirche                      | An der Kirche 6 Lage                                                                      | Siehe Grabplatte An der Kirche 6 (Mönchengladbach)                 | 1781 und 1814                                                                        | A 037           | 18. August 1994         |
| Wohnhaus                             | Wohnhaus                                           | Am Neuen Wasserturm 1 Lage                                                                | Siehe Am Neuen Wasserturm 1 (Mönchengladbach)                      |                                                                                      | A 038           | 7. Dezember 1994        |
| Wohnhaus                             | Wohnhaus                                           | Am Neuen Wasserturm 2 Lage                                                                | Siehe Am Neuen Wasserturm 2 (Mönchengladbach)                      | 1925/1926                                                                            | A 039           | 7. Dezember 1994        |
| Wegekreuz                            | Wegekreuz                                          | Am Leloher Pfad Lage                                                                      | Siehe Wegekreuz Am Leloher Pfad (Mönchengladbach)                  | 1. Hälfte des 19. Jahrhunderts                                                       | A 040           | 10. Oktober 1995        |
| Kapelle                              | Kapelle                                            | An der Nikolauskapelle 48 Lage                                                            | Siehe St.-Nikolaus-Kapelle (Mönchengladbach)                       | 18. Jh.                                                                              | A 041           | 2. Juni 1987            |
| Haus Hellbach                        | Haus Hellbach                                      | Antrim Drive 51 Lage                                                                      | Siehe Haus Hellbach                                                | 1901, erweitert 1910                                                                 | A 042           | 10. Januar 1996         |
| Wohnhaus                             | Wohnhaus                                           | Aachener Straße 12 Lage                                                                   | Siehe Aachener Straße 12 (Mönchengladbach)                         | Mitte des 19. Jahrhunderts                                                           | A 043           | 15. August 1996         |
| ehemaliger Schlachthof Rheydt        | ehemaliger Schlachthof Rheydt                      | An der Eickesmühle/Schlachthofstraße Lage                                                 | Siehe Schlachthof Rheydt                                           | 1892 erbaut, 1994–1997 saniert                                                       | A 044           | 14. September 1993      |
| Industriebau                         | Industriebau                                       | August-Pieper-Straße 4–10 Lage                                                            | Siehe August-Pieper-Straße 4–10 (Mönchengladbach)                  | um 1906                                                                              | A 045           | 2. November 1998        |
| Abteigarten und Stadtbefestigung     | Abteigarten und Stadtbefestigung                   | Abteistraße Lage                                                                          | Siehe Abteigarten und Stadtbefestigung Mönchengladbach             | 1300–1800                                                                            | A 046           | 26. August 1999         |
| Stadtmauer                           | Stadtmauer                                         | Abteiberg/Geropark Lage                                                                   | Siehe Stadtmauer Mönchengladbach                                   | 1300–1800                                                                            | A 047           | 26. August 1999         |
| Steigerturm                          | Steigerturm                                        | Am Sternenfeld 3 Lage                                                                     | Siehe Steigerturm Mönchengladbach                                  | 1924–1926                                                                            | A 048           | 4. Juli 2000            |
| Kapelle                              | Kapelle                                            | Am Kapellchen 34 Lage                                                                     | Siehe Kapelle Hilderath                                            | 1884                                                                                 | A 049           | 2. Juni 1987            |
| Hofanlage                            | Hofanlage                                          | Am Kapellchen 19 Lage                                                                     | Siehe Am Kapellchen 19                                             | 1754                                                                                 | A 050           | 15. Dezember 1987       |
| Transformatorenhaus (Trafoturm)      | Transformatorenhaus (Trafoturm)                    | Am Merreter Weg Lage                                                                      | Siehe Transformatorenhaus Am Merreter Weg                          | 1930er Jahre                                                                         | A 051           | 19. Juli 2004           |
| Wohnhaus                             | Wohnhaus                                           | Adenauerplatz 2 Lage                                                                      | Siehe Adenauerplatz 2 (Mönchengladbach)                            | 1863–1879                                                                            | A 052           | 24. Juli 2007           |
| Wohnhaus                             | Wohnhaus                                           | Adenauerplatz 3 Lage                                                                      | Siehe Adenauerplatz 3 (Mönchengladbach)                            | 1863–1879                                                                            | A 053           | 29. Juni 2007           |
| Kriegergedenkstätte                  | Kriegergedenkstätte                                | Am Düvel/Mülforter Straße Lage                                                            | Siehe Kriegergedenkstätte Schelsen                                 | 1907–1909                                                                            | A 054           | 28. Juli 2009           |
| Wegekreuz                            | Wegekreuz                                          | Altenbroicher Straße Lage                                                                 | Siehe Wegekreuz Altenbroicher Straße (Mönchengladbach)             | 1715                                                                                 | A 055           | 28. Juli 2009           |
| Grabdenkmal                          | Grabdenkmal                                        | Alexander-Scharff-Straße 59 Lage                                                          |                                                                    |                                                                                      | A 056           | 5. Mai 2014             |
| Museum Abteiberg mit Terrassengarten | Museum Abteiberg mit Terrassengarten               | Abteistraße 27 / Spatzenberg 4–10 Lage                                                    | Siehe Museum Abteiberg                                             | 1977–1981                                                                            | A 057           | 10. August 2017         |
| Wohnhaus                             | Wohnhaus                                           | Barbarossastraße 22 Lage                                                                  | Siehe Barbarossastraße 22 (Mönchengladbach)                        | Anfang des 20. Jahrhunderts                                                          | B 001           | 4. Dezember 1984        |
| Wohnhaus                             | Wohnhaus                                           | Brucknerallee 100/102 Lage                                                                | Siehe Brucknerallee 100/102 (Mönchengladbach)                      | Anfang 20. Jahrhundert                                                               | B 002           | 4. Dezember 1984        |
| Wohnhaus                             | Wohnhaus                                           | Beethovenstraße 57 Lage                                                                   | Siehe Beethovenstraße 57 (Mönchengladbach)                         | 1920er Jahre                                                                         | B 003           | 4. Dezember 1984        |
| Wohngeschäftshaus                    | Wohngeschäftshaus                                  | Bismarckstraße 93 Lage                                                                    | Siehe Bismarckstraße 93 (Mönchengladbach)                          | 1897                                                                                 | B 004           | 4. Dezember 1984        |
| Wohnhaus                             | Wohnhaus                                           | Bettrather Straße 55 Lage                                                                 | Siehe Bettrather Straße 55 (Mönchengladbach)                       | um 1900                                                                              | B 005           | 4. Dezember 1984        |
| Wohnhaus                             | Wohnhaus                                           | Brucknerallee 118 Lage                                                                    | Siehe Brucknerallee 118 (Mönchengladbach)                          | Anfang 20. Jahrhunderts                                                              | B 006           | 4. Dezember 1984        |
| Wohnhaus (ehemalige Hofanlage)       | Wohnhaus (ehemalige Hofanlage)                     | Bahnstraße 119 Lage                                                                       | Siehe Bahnstraße 119 (Mönchengladbach)                             | Mitte des 19. Jahrhunderts                                                           | B 007           | 4. Dezember 1984        |
| Wohnhaus (Villa)                     | Wohnhaus (Villa)                                   | Bleichgrabenstraße 15 Lage                                                                | Siehe Bleichgrabenstraße 15 (Mönchengladbach)                      | Anfang des 20. Jahrhunderts                                                          | B 008           | 4. Dezember 1984        |
| Wohnhaus                             | Wohnhaus                                           | Brucknerallee 183 Lage                                                                    | Siehe Brucknerallee 183 (Mönchengladbach)                          | 1904                                                                                 | B 009           | 4. Dezember 1984        |
| Wohnhaus                             | Wohnhaus                                           | Bylandtstraße 22 Lage                                                                     | Siehe Bylandtstraße 22 (Mönchengladbach)                           | Anfang des 20. Jahrhunderts                                                          | B 010           | 4. Dezember 1984        |
| Wohnhaus                             | Wohnhaus                                           | Bylandtstraße 24 Lage                                                                     | Siehe Bylandtstraße 24 (Mönchengladbach)                           | 1905                                                                                 | B 011           | 4. Dezember 1984        |
| Wohnhaus                             | Wohnhaus                                           | Barbarossastraße 16 Lage                                                                  | Siehe Barbarossastraße 16 (Mönchengladbach)                        | Anfang des 20. Jahrhunderts                                                          | B 012           | 4. Dezember 1984        |
| Wohnhaus                             | Wohnhaus                                           | Bettrather Straße 89 Lage                                                                 | Siehe Bettrather Straße 89 (Mönchengladbach)                       | Anfang des 20. Jahrhunderts                                                          | B 013           | 4. Dezember 1984        |
| Wohnhaus                             | Wohnhaus                                           | Benediktinerstraße 1 Lage                                                                 | Siehe Benediktinerstraße 1 (Mönchengladbach)                       | um die Jahrhundertwende                                                              | B 014           | 4. Dezember 1984        |
| Wohnhaus                             | Wohnhaus                                           | Barbarossastraße 4 Lage                                                                   | Siehe Barbarossastraße 4 (Mönchengladbach)                         | Beginn des 20. Jahrhunderts                                                          | B 015           | 4. Dezember 1984        |
| Wohnhaus                             | Wohnhaus                                           | Berger Dorfstraße 52 Lage                                                                 | Siehe Berger Dorfstraße 52 (Mönchengladbach)                       | 1799, Jahrhundertwende                                                               | B 016           | 4. Dezember 1984        |
| Wohnhaus                             | Wohnhaus                                           | Beethovenstraße 4 Lage                                                                    | Siehe Beethovenstraße 4 (Mönchengladbach)                          | Anfang des 20. Jahrhunderts                                                          | B 017           | 4. Dezember 1984        |
| Wohngeschäftshaus                    | Wohngeschäftshaus                                  | Bahner 19 Lage                                                                            | Siehe Bahner 19 (Mönchengladbach)                                  | 18. / 19. Jahrhundert                                                                | B 018           | 4. Dezember 1984        |
| Stadtvilla                           | Stadtvilla                                         | Beethovenstraße 18 Lage                                                                   | Siehe Beethovenstraße 18 (Mönchengladbach)                         | 1925                                                                                 | B 019           | 4. Dezember 1984        |
| Wohnhaus                             | Wohnhaus                                           | Berger Dorfstraße 53 Lage                                                                 | Siehe Berger Dorfstraße 53 (Mönchengladbach)                       | 18. / 19. Jahrhundert                                                                | B 020           | 4. Dezember 1984        |
| evangelisches Pfarrhaus; Wohnhaus    | evangelisches Pfarrhaus; Wohnhaus                  | Berger Dorfstraße 55 Lage                                                                 | Siehe Berger Dorfstraße 55 (Mönchengladbach)                       | Anfang des 20. Jahrhunderts                                                          | B 021           | 4. Dezember 1984        |
| Wohnhaus                             | Wohnhaus                                           | Bockersend 96 Lage                                                                        | Siehe Bockersend 96 (Mönchengladbach)                              | 1720                                                                                 | B 022           | 4. Dezember 1984        |
| Wohnhaus                             | Wohnhaus                                           | Bahnhofsplatz 1 Lage                                                                      | Siehe Bahnhofsplatz 1 (Mönchengladbach)                            | Anfang des 19. Jahrhunderts                                                          | B 023           | 14. Mai 1985            |
| Kirche                               | Kirche                                             | Berger Dorfstraße 53 a Lage                                                               | Siehe Wickrathberger Kirche                                        | 2. Hälfte des 11. Jahrhunderts, nach 1200, 15., 16., 17. Jh., Ende 19. Jh. 1997–2004 | B 024           | 4. Dezember 1984        |
| Wohnhaus                             | Wohnhaus                                           | Beecker Straße 47/48 Lage                                                                 | Siehe Beecker Straße 47/48 (Mönchengladbach)                       | 1848                                                                                 | B 025           | 4. Dezember 1984        |
| Wohnhaus                             | Wohnhaus                                           | Beethovenstraße 39 Lage                                                                   | Siehe Beethovenstraße 39 (Mönchengladbach)                         | um 1910                                                                              | B 026           | 4. Dezember 1984        |
| Wohnhaus                             | Wohnhaus                                           | Brucknerallee 89 Lage                                                                     | Siehe Brucknerallee 89 (Mönchengladbach)                           | ca. 1890                                                                             | B 027           | 14. Mai 1985            |
| Wohnhaus                             | Wohnhaus                                           | Brucknerallee 91 Lage                                                                     | Siehe Brucknerallee 91 (Mönchengladbach)                           | ca. 1890                                                                             | B 028           | 24. September 1985      |
| Wohnhaus                             | Wohnhaus                                           | Brucknerallee 175 Lage                                                                    | Siehe Brucknerallee 175 (Mönchengladbach)                          | um 1930                                                                              | B 029           | 24. September 1985      |
| Backstein-Hofanlage                  | Backstein-Hofanlage                                | Beckrather Dorfstraße 8 Lage                                                              | Siehe Beckrather Dorfstraße 8 (Mönchengladbach)                    | Mitte des 19. Jahrhunderts                                                           | B 030           | 24. September 1985      |
| ehemalige Volkshochschule            | ehemalige Volkshochschule                          | Bismarckstraße 99 Lage                                                                    | Siehe Bismarckstraße 99 (Mönchengladbach)                          | 1900                                                                                 | B 031           | 24. September 1985      |
| ehemaliges städtisches Museum        | ehemaliges städtisches Museum                      | Bismarckstraße 97 Lage                                                                    | Siehe Bismarckstraße 97 (Mönchengladbach)                          | 1895                                                                                 | B 032           | 24. September 1985      |
| Wohnhaus                             | Wohnhaus                                           | Barbarossastraße 18 Lage                                                                  | Siehe Barbarossastraße 18 (Mönchengladbach)                        | um 1900                                                                              | B 033           | 24. September 1985      |
| Grundschule                          | Grundschule                                        | Bäumchesweg 106 Lage                                                                      | Siehe Bäumchesweg 106 (Mönchengladbach)                            | 1910/1911                                                                            | B 034           | 24. September 1985      |
| Kirche                               | Kirche                                             | Burgfreiheit 72 Lage                                                                      | Siehe Evangelische Kirche Odenkirchen                              | 1755/56                                                                              | B 035           | 10. Dezember 1985       |
| Wohnhaus                             | Wohnhaus                                           | Berger Dorfstraße 35 Lage                                                                 | Siehe Berger Dorfstraße 35 (Mönchengladbach)                       | Ende des 19. Jahrhunderts                                                            | B 036           | 14. Oktober 1986        |
| Wohnhaus                             | Wohnhaus                                           | Berger Dorfstraße 42 Lage                                                                 | Siehe Berger Dorfstraße 42 (Mönchengladbach)                       | Mitte des 19. Jahrhunderts                                                           | B 037           | 14. Oktober 1986        |
| Wohnhaus                             | Wohnhaus                                           | Berger Dorfstraße 46 Lage                                                                 | Siehe Berger Dorfstraße 46 (Mönchengladbach)                       | 18. Jh.                                                                              | B 038           | 14. Oktober 1986        |
| Wohnhaus                             | Wohnhaus                                           | Berger Dorfstraße 50/50 a Lage                                                            | Siehe Berger Dorfstraße 50/50a (Mönchengladbach)                   | 1746                                                                                 | B 039           | 14. Oktober 1986        |
| Wohnhaus                             | Wohnhaus                                           | Berger Dorfstraße 54 Lage                                                                 | Siehe Berger Dorfstraße 54 (Mönchengladbach)                       | 1799, 1903                                                                           | B 040           | 14. Oktober 1986        |
| Hofanlage                            | Hofanlage                                          | Berger Dorfstraße 63 Lage                                                                 | Siehe Berger Dorfstraße 63 (Mönchengladbach)                       | 1722                                                                                 | B 041 a         | 14. Oktober 1986        |
| Hofanlage                            | Hofanlage                                          | Berger Dorfstraße 65 Lage                                                                 | Siehe Berger Dorfstraße 65 (Mönchengladbach)                       | 1722                                                                                 | B 041 b         | 14. Oktober 1986        |
| Wohnhaus                             | Wohnhaus                                           | Bismarckstraße 81 Lage                                                                    | Siehe Bismarckstraße 81 (Mönchengladbach)                          | Ende des 19. Jahrhunderts                                                            | B 042           | 14. Oktober 1986        |
| Wohnhaus                             | Wohnhaus                                           | Benediktinerstraße 21 Lage                                                                | Siehe Benediktinerstraße 21 (Mönchengladbach)                      | um die Jahrhundertwende                                                              | B 043           | 14. Oktober 1986        |
| Wohngeschäftshaus                    | Wohngeschäftshaus                                  | Beecker Straße 16 Lage                                                                    | Siehe Beecker Straße 16 (Mönchengladbach)                          | Zweite Hälfte des 19. Jahrhunderts                                                   | B 044           | 2. Juni 1987            |
| Kapelle                              | Kapelle                                            | Broicher Straße 180 Lage                                                                  | Siehe St.-Sebastian-Kapelle                                        | 1759                                                                                 | B 045           | 2. Juni 1987            |
| Wohnhaus                             | Wohnhaus                                           | Bettrather Straße 91 Lage                                                                 | Siehe Bettrather Straße 91 (Mönchengladbach)                       | 1903                                                                                 | B 046           | 2. Juni 1987            |
| Wohnhaus                             | Wohnhaus                                           | Bismarckstraße 95 Lage                                                                    | Siehe Bismarckstraße 95 (Mönchengladbach)                          | 1901                                                                                 | B 047           | 2. Juni 1987            |
| Wohnhaus                             | Wohnhaus                                           | Bettrather Straße 87 Lage                                                                 | Siehe Bettrather Straße 87 (Mönchengladbach)                       | Jahrhundertwende                                                                     | B 048           | 2. Juni 1987            |
| Wohnhaus                             | Wohnhaus                                           | Bettrather Straße 85 Lage                                                                 | Siehe Bettrather Straße 85 (Mönchengladbach)                       | Jahrhundertwende                                                                     | B 049           | 2. Juni 1987            |
| Wohnhaus                             | Wohnhaus                                           | Barbarossastraße 6 Lage                                                                   | Siehe Barbarossastraße 6 (Mönchengladbach)                         | Ende des 19. Jahrhunderts                                                            | B 050           | 2. Juni 1987            |
| Wohnhaus                             | Wohnhaus                                           | Barbarossastraße 2 Lage                                                                   | Siehe Barbarossastraße 2 (Mönchengladbach)                         | Ende des 19. Jahrhunderts                                                            | B 051           | 15. Dezember 1987       |
| Wohnhaus                             | Wohnhaus                                           | Barbarossastraße 8 Lage                                                                   | Siehe Barbarossastraße 8 (Mönchengladbach)                         | Ende des 19. Jahrhunderts                                                            | B 052           | 15. Dezember 1987       |
| Wohnhaus                             | Wohnhaus                                           | Barbarossastraße 10 Lage                                                                  | Siehe Barbarossastraße 10 (Mönchengladbach)                        | Jahrhundertwende                                                                     | B 053           | 15. Dezember 1987       |
| Wohnhaus                             | Wohnhaus                                           | Barbarossastraße 23 Lage                                                                  | Siehe Barbarossastraße 23 (Mönchengladbach)                        | Jahrhundertwende                                                                     | B 054           | 15. Dezember 1987       |
| Fachwerkhaus                         | Fachwerkhaus                                       | Bruchstraße 13/13 a Lage                                                                  | Siehe Bruchstraße 13/13 a (Mönchengladbach)                        | 1849                                                                                 | B 055           | 15. Dezember 1987       |
| Wohnhaus                             | Wohnhaus                                           | Bozener Straße 14 Lage                                                                    | Siehe Bozener Straße 14 (Mönchengladbach)                          | 1893                                                                                 | B 056           | 15. Dezember 1987       |
| Wohnhaus                             | Wohnhaus                                           | Bozener Straße 6 Lage                                                                     | Siehe Bozener Straße 6 (Mönchengladbach)                           | 1909                                                                                 | B 057           | 15. Dezember 1987       |
| Wohnhaus                             | Wohnhaus                                           | Bozener Straße 12 Lage                                                                    | Siehe Bozener Straße 12 (Mönchengladbach)                          | Jahrhundertwende                                                                     | B 058           | 15. Dezember 1987       |
| Wohnhaus                             | Wohnhaus                                           | Bozener Straße 17 Lage                                                                    | Siehe Bozener Straße 17 (Mönchengladbach)                          | 1892                                                                                 | B 059           | 15. Dezember 1987       |
| Wohnhaus                             | Wohnhaus                                           | Brucknerallee 184 Lage                                                                    | Siehe Brucknerallee 184 (Mönchengladbach)                          | 1899                                                                                 | B 060           | 15. Dezember 1987       |
| Wohnhaus                             | Wohnhaus                                           | Burgfreiheit 4 Lage                                                                       | Siehe Burgfreiheit 4 (Mönchengladbach)                             | vor der Jahrhundertwende                                                             | B 061           | 15. Dezember 1987       |
| Lohmühle                             | Lohmühle                                           | Bettrather Straße 14 b Lage                                                               | Siehe Lohmühle Mönchengladbach                                     | vor 1800                                                                             | B 062           | 15. Dezember 1987       |
| Wohnhaus                             | Wohnhaus                                           | Burgfreiheit 6 Lage                                                                       | Siehe Burgfreiheit 6 (Mönchengladbach)                             | vor der Jahrhundertwende                                                             | B 063           | 15. Dezember 1987       |
| Wohnhaus                             | Wohnhaus                                           | Bozener Straße 2 Lage                                                                     | Siehe Bozener Straße 2 (Mönchengladbach)                           | keine Angaben                                                                        | B 064           | 13. September 1988      |
| Wohnhaus                             | Wohnhaus                                           | Bozener Straße 2 b Lage                                                                   | Siehe Bozener Straße 2b (Mönchengladbach)                          | um die Jahrhundertwende                                                              | B 065           | 13. September 1988      |
| Wohnhaus                             | Wohnhaus                                           | Brucknerallee 98 Lage                                                                     | Siehe Brucknerallee 98 (Mönchengladbach)                           | Jahrhundertwende                                                                     | B 066           | 29. August 1988         |
| Wohngeschäftshaus                    | Wohngeschäftshaus                                  | Barbarossastraße 1 Aachener Straße 82 Lage                                                | Siehe Barbarossastraße 1 (Mönchengladbach)                         | 1892                                                                                 | B 067           | 15. Dezember 1987       |
| Wohnhaus                             | Wohnhaus                                           | Brucknerallee 182 Lage                                                                    | Siehe Brucknerallee 182 (Mönchengladbach)                          | 1899                                                                                 | B 068           | 30. August 1988         |
| Wohngeschäftshaus                    | Wohngeschäftshaus                                  | Brucknerallee 188 Lage                                                                    | Siehe Brucknerallee 188 (Mönchengladbach)                          | 1899                                                                                 | B 069           | 30. August 1988         |
| Wohnhaus                             | Wohnhaus                                           | Brucknerallee 222 Lage                                                                    | Siehe Brucknerallee 222 (Mönchengladbach)                          | 1895, 1905, 1935                                                                     | B 070           | 30. August 1988         |
| Amtsgericht                          | Amtsgericht                                        | Brucknerallee 115 Lage                                                                    | Siehe Amtsgericht Mönchengladbach-Rheydt                           | 1907                                                                                 | B 071           | 18. August 1989         |
| Jugendheim                           | Jugendheim                                         | Burgfreiheit 11 Lage                                                                      | Siehe Burgfreiheit 11 (Mönchengladbach)                            | 1890er Jahre                                                                         | B 072           | 29. August 1988         |
| Wohnhaus                             | Wohnhaus                                           | Bylandtstraße 21 Lage                                                                     | Siehe Bylandtstraße 21 (Mönchengladbach)                           | 1901                                                                                 | B 073           | 29. August 1988         |
| Wohnhaus                             | Wohnhaus                                           | Beckersstraße 49 Lage                                                                     | Siehe Beckersstraße 49 (Mönchengladbach)                           | 1904                                                                                 | B 074           | 29. August 1988         |
| Wohnhaus                             | Wohnhaus                                           | Beckersstraße 47 Lage                                                                     | Siehe Beckersstraße 47 (Mönchengladbach)                           | 1904                                                                                 | B 075           | 29. August 1988         |
| Wohnhaus                             | Wohnhaus                                           | Bachstraße 48/50 Lage                                                                     | Siehe Bachstraße 48-50 (Mönchengladbach)                           | 1820                                                                                 | B 076           | 15. Juni 1989           |
| Wohnhaus                             | Wohnhaus                                           | Brucknerallee 108 Lage                                                                    | Siehe Brucknerallee 108 (Mönchengladbach)                          | 1902                                                                                 | B 078           | 6. März 1989            |
| Wohnhaus                             | Wohnhaus                                           | Brucknerallee 19 Lage                                                                     | Siehe Brucknerallee 19 (Mönchengladbach)                           | 1885                                                                                 | B 079           | 6. März 1989            |
| Wohnhaus                             | Wohnhaus                                           | Brucknerallee 29 Lage                                                                     | Siehe Brucknerallee 29 (Mönchengladbach)                           |                                                                                      | B 080           | 6. März 1989            |
| Wohnhaus                             | Wohnhaus                                           | Brucknerallee 31 Lage                                                                     | Siehe Brucknerallee 31 (Mönchengladbach)                           | 1870                                                                                 | B 081           | 6. März 1989            |
| Wohnhaus                             | Wohnhaus                                           | Brucknerallee 37 Lage                                                                     | Siehe Brucknerallee 37 (Mönchengladbach)                           |                                                                                      | B 082           | 6. März 1989            |
| Wohnhaus                             | Wohnhaus                                           | Brucknerallee 39 Lage                                                                     | Siehe Brucknerallee 39 (Mönchengladbach)                           | 1890                                                                                 | B 083           | 6. März 1989            |
| Wohngeschäftshaus                    | Wohngeschäftshaus                                  | Brucknerallee 63 Lage                                                                     | Siehe Brucknerallee 63 (Mönchengladbach)                           | 1935                                                                                 | B 084           | 6. März 1989            |
| Wohnhaus                             | Wohnhaus                                           | Brucknerallee 88 Lage                                                                     | Siehe Brucknerallee 88 (Mönchengladbach)                           | 1906                                                                                 | B 085           | 6. März 1989            |
| Wohnhaus                             | Wohnhaus                                           | Brucknerallee 94 Lage                                                                     | Siehe Brucknerallee 94 (Mönchengladbach)                           | 1898                                                                                 | B 086           | 6. März 1989            |
| Wohnhaus                             | Wohnhaus                                           | Brucknerallee 96 Lage                                                                     | Siehe Brucknerallee 96 (Mönchengladbach)                           | 1898                                                                                 | B 087           | 6. März 1989            |
| Wohnhaus                             | Wohnhaus                                           | Brucknerallee 110 Lage                                                                    | Siehe Brucknerallee 110 (Mönchengladbach)                          | 1906                                                                                 | B 088           | 6. März 1989            |
| Wohnhaus                             | Wohnhaus                                           | Brucknerallee 112 Lage                                                                    | Siehe Brucknerallee 112 (Mönchengladbach)                          | 1902                                                                                 | B 089           | 6. März 1989            |
| Wohnhaus                             | Wohnhaus                                           | Brucknerallee 125 Lage                                                                    | Siehe Brucknerallee 125 (Mönchengladbach)                          | 1910                                                                                 | B 090           | 2. März 1989            |
| Fachwerkhofanlage                    | Fachwerkhofanlage                                  | Broicher Straße 371 Lage                                                                  | Siehe Broicher Straße 371 (Mönchengladbach)                        | 18. und 19. Jahrhundert                                                              | B 091           | 4. Dezember 1984        |
| Wohnhaus                             | Wohnhaus                                           | Brucknerallee 129 Lage                                                                    | Siehe Brucknerallee 129 (Mönchengladbach)                          | 1910                                                                                 | B 092           | 2. März 1989            |
| Wohnhaus                             | Wohnhaus                                           | Beethovenstraße 23 Lage                                                                   | Siehe Beethovenstraße 23 (Mönchengladbach)                         | zw. den beiden Weltkriegen                                                           | B 093           | 7. August 1990          |
| Wohnhaus                             | Wohnhaus                                           | Brucknerallee 137 Lage                                                                    | Siehe Brucknerallee 137 (Mönchengladbach)                          | 1892                                                                                 | B 094           | 2. März 1989            |
| Wohnhaus                             | Wohnhaus                                           | Brucknerallee 176 Lage                                                                    | Siehe Brucknerallee 176 (Mönchengladbach)                          | 1903–04                                                                              | B 095           | 2. März 1989            |
| Wohnhaus                             | Wohnhaus                                           | Brucknerallee 178 Lage                                                                    | Siehe Brucknerallee 178 (Mönchengladbach)                          | 1903–04                                                                              | B 096           | 2. März 1989            |
| Wohnhaus                             | Wohnhaus                                           | Brucknerallee 180 Lage                                                                    | Siehe Brucknerallee 180 (Mönchengladbach)                          | 1903                                                                                 | B 097           | 2. März 1989            |
| Wohnhaus                             | Wohnhaus                                           | Brucknerallee 185 Lage                                                                    | Siehe Brucknerallee 185 (Mönchengladbach)                          | 1904                                                                                 | B 098           | 2. März 1989            |
| Wohnhaus                             | Wohnhaus                                           | Brucknerallee 187 Lage                                                                    | Siehe Brucknerallee 187 (Mönchengladbach)                          | 1906                                                                                 | B 099           | 2. März 1989            |
| Wohnhaus und Schulhaus               | Wohnhaus und Schulhaus                             | Brucknerallee 190 Lage                                                                    | Siehe Brucknerallee 190 (Mönchengladbach)                          | 1899                                                                                 | B 100           | 2. März 1989            |
| Wohnhaus                             | Wohnhaus                                           | Brucknerallee 192 Lage                                                                    | Siehe Brucknerallee 192 (Mönchengladbach)                          | 1900                                                                                 | B 101           | 2. März 1989            |
| Wohnhaus                             | Wohnhaus                                           | Brucknerallee 194 Lage                                                                    | Siehe Brucknerallee 194 (Mönchengladbach)                          | 1900                                                                                 | B 102           | 2. März 1989            |
| Wohnhaus                             | Wohnhaus                                           | Brucknerallee 196 Lage                                                                    | Siehe Brucknerallee 196 (Mönchengladbach)                          | 1899                                                                                 | B 103           | 2. März 1989            |
| Wohnhaus                             | Wohnhaus                                           | Brucknerallee 209 Lage                                                                    | Siehe Brucknerallee 209 (Mönchengladbach)                          | 1904                                                                                 | B 104           | 2. März 1989            |
| Wohnhaus                             | Wohnhaus                                           | Brucknerallee 211 Lage                                                                    | Siehe Brucknerallee 211 (Mönchengladbach)                          | 1904                                                                                 | B 105           | 2. März 1989            |
| Wohnhaus                             | Wohnhaus                                           | Brucknerallee 214 Lage                                                                    | Siehe Brucknerallee 214 (Mönchengladbach)                          | 1901/02                                                                              | B 106           | 2. März 1989            |
| Wohnhaus                             | Wohnhaus                                           | Brucknerallee 218 Lage                                                                    | Siehe Brucknerallee 218 (Mönchengladbach)                          | 1901/1902                                                                            | B 107           | 2. März 1989            |
| Wohnhaus                             | Wohnhaus                                           | Brucknerallee 220 Lage                                                                    | Siehe Brucknerallee 220 (Mönchengladbach)                          | 1901/1902                                                                            | B 108           | 2. März 1989            |
| Wohnhaus                             | Wohnhaus                                           | Brucknerallee 224 Lage                                                                    | Siehe Brucknerallee 224 (Mönchengladbach)                          | Jahrhundertwende                                                                     | B 109           | 2. März 1989            |
| Wohnhaus                             | Wohnhaus                                           | Brucknerallee 186 Lage                                                                    | Siehe Brucknerallee 186 (Mönchengladbach)                          | 1899–1900                                                                            | B 110           | 2. März 1989            |
| Fischerturm                          | Fischerturm                                        | Brucknerallee Lage                                                                        | Siehe Fischerturm                                                  | 1899–1900                                                                            | B 111           | 6. März 1989            |
| Industrie- und Handelskammer         | Industrie- und Handelskammer                       | Bismarckstraße 109 Lage                                                                   | Siehe Industrie- und Handelskammer (Mönchengladbach)               | 1899–1908                                                                            | B 112           | 17. Mai 1989            |
| Wohnhaus                             | Wohnhaus                                           | Brucknerallee 171 Lage                                                                    | Siehe Brucknerallee 171 (Mönchengladbach)                          | 1937                                                                                 | B 113           | 2. März 1989            |
| Wohnhaus                             | Wohnhaus                                           | Brucknerallee 173 Lage                                                                    | Siehe Brucknerallee 173 (Mönchengladbach)                          | 1937                                                                                 | B 114           | 2. März 1989            |
| Wohnhaus                             | Wohnhaus                                           | Brucknerallee 177 Lage                                                                    | Siehe Brucknerallee 177 (Mönchengladbach)                          | 1933–1934                                                                            | B 115           | 2. März 1989            |
| Wohnhaus                             | Wohnhaus                                           | Brucknerallee 179 Lage                                                                    | Siehe Brucknerallee 179 (Mönchengladbach)                          | 1933–1934                                                                            | B 116           | 2. März 1989            |
| Fachwerkhaus                         | Fachwerkhaus                                       | Berger Dorfstraße 43 Lage                                                                 | Siehe Berger Dorfstraße 43 (Mönchengladbach)                       | 18. Jh.                                                                              | B 117           | 14. März 1990           |
| Fachwerkhaus                         | Fachwerkhaus                                       | Bendhütter Straße 52 Lage                                                                 | Siehe Bendhütter Straße 52 (Mönchengladbach)                       | 16. Jh.                                                                              | B 119           | 7. Juni 1989            |
| Wohnhaus                             | Wohnhaus                                           | Bylandtstraße 19 Lage                                                                     | Siehe Bylandtstraße 19 (Mönchengladbach)                           | 1901                                                                                 | B 120           | 5. Februar 1990         |
| Burgturm                             | Burgturm                                           | Burgstraße 18 Lage                                                                        | Siehe Burgturm (Mönchengladbach)                                   | 1734                                                                                 | B 121           | 14. März 1990           |
| Wohnhaus                             | Wohnhaus                                           | Brüderstraße 2 Lage                                                                       | Siehe Brüderstraße 2 (Mönchengladbach)                             | 1900                                                                                 | B 122           | 13. Juni 1990           |
| Wohnhaus                             | Wohnhaus                                           | Bromberger Straße 14 Lage                                                                 | Siehe Bromberger Straße 14 (Mönchengladbach)                       | 1933                                                                                 | B 123           | 7. August 1990          |
| Wohnhaus                             | Wohnhaus                                           | Bromberger Straße 16 Lage                                                                 | Siehe Bromberger Straße 16 (Mönchengladbach)                       | 1933                                                                                 | B 124           | 7. August 1990          |
| Wohnhaus                             | Wohnhaus                                           | Beethovenstraße 59 Lage                                                                   | Siehe Beethovenstraße 59 (Mönchengladbach)                         | 1920er Jahre                                                                         | B 125           | 7. August 1990          |
| Wickrather Lederfabrik               | Wickrather Lederfabrik                             | Beckrather Straße 39, 47 Wickrathberger Straße 2, 6, 8, 8a, 10, 12, 12a, 14, 14a, 16 Lage | Siehe Wickrather Lederfabrik                                       | 1905, 1916–1923                                                                      | B 126           | 17. September 1991      |
| Pfarrhaus                            | Pfarrhaus                                          | Bergstraße 63/65 Lage                                                                     | Siehe Bergstraße 63-65 (Mönchengladbach)                           | 1933/34                                                                              | B 127           | 24. Juni 1992           |
| Wohnhaus                             | Wohnhaus                                           | Blumenstraße 15 Lage                                                                      | Siehe Blumenstraße 15 (Mönchengladbach)                            | um 1904                                                                              | B 128           | 24. August 1994         |
| Hofanlage                            | Hofanlage                                          | Beecker Straße 37 Lage                                                                    | Siehe Beecker Straße 37 (Mönchengladbach)                          | 2. Hälfte des 18. Jahrhunderts                                                       | B 129           | 4. März 1992            |
| Kirche und Kloster                   | Kirche und Kloster                                 | Bettrather Straße 79/79 a Lage                                                            | Siehe Franziskanerkirche St. Barbara mit Kloster (Mönchengladbach) | 1892                                                                                 | B 130           | 6. Dezember 1994        |
| Fachwerkhaus                         | Fachwerkhaus                                       | Bruchstraße 8 Lage                                                                        | Siehe Bruchstraße 8 (Mönchengladbach)                              | 19. Jh.                                                                              | B 131           | 23. Juni 1992           |
| Wohnhaus                             | Wohnhaus                                           | Burgfreiheit 1 Lage                                                                       | Siehe Burgfreiheit 1 (Mönchengladbach)                             | um 1890                                                                              | B 132           | 29. August 1994         |
| Wohn- und Praxishaus                 | Wohn- und Praxishaus                               | Burgfreiheit 3 Lage                                                                       | Siehe Burgfreiheit 3 (Mönchengladbach)                             | um 1900                                                                              | B 133           | 4. November 1993        |
| Wohnhaus                             | Wohnhaus                                           | Burgfreiheit 5 Lage                                                                       | Siehe Burgfreiheit 5 (Mönchengladbach)                             | 1902                                                                                 | B 134           | 4. November 1993        |
| Wohnhaus                             | Wohnhaus                                           | Benediktinerstraße 5 Lage                                                                 | Siehe Benediktinerstraße 5 (Mönchengladbach)                       | um 1902                                                                              | B 135           | 9. März 1994            |
| Wohnhaus                             | Wohnhaus                                           | Benediktinerstraße 3 Lage                                                                 | Siehe Benediktinerstraße 3 (Mönchengladbach)                       | um 1910                                                                              | B 136           | 9. März 1994            |
| Wohnhaus                             | Wohnhaus                                           | Benediktinerstraße 9 Lage                                                                 | Siehe Benediktinerstraße 9 (Mönchengladbach)                       | 1909                                                                                 | B 137           | 9. März 1994            |
| Wohnhaus                             | Wohnhaus                                           | Benediktinerstraße 11 Lage                                                                | Siehe Benediktinerstraße 11 (Mönchengladbach)                      | 1909                                                                                 | B 138           | 9. März 1994            |
| Wohnhaus                             | Wohnhaus                                           | Benediktinerstraße 13 Lage                                                                | Siehe Benediktinerstraße 13 (Mönchengladbach)                      | 1909                                                                                 | B 139           | 9. März 1994            |
| Wohn- und Geschäftshaus              | Wohn- und Geschäftshaus                            | Bettrather Straße 4 Lage                                                                  | Siehe Bettrather Straße 4 (Mönchengladbach)                        | 1895                                                                                 | B 140           | 17. November 1997       |
| Wohnhaus                             | Wohnhaus                                           | Benediktinerstraße 17 Lage                                                                | Siehe Benediktinerstraße 17 (Mönchengladbach)                      | 1908                                                                                 | B 141           | 9. März 1994            |
| Wohnhaus                             | Wohnhaus                                           | Benediktinerstraße 19 Lage                                                                | Siehe Benediktinerstraße 19 (Mönchengladbach)                      | 1911                                                                                 | B 142           | 9. März 1994            |
| Fachwerkhaus                         | Fachwerkhaus                                       | Bockersend 152 Lage                                                                       | Siehe Bockersend 152 (Mönchengladbach)                             | 1701                                                                                 | B 143           | 7. Februar 1994         |
| Hofanlage                            | Hofanlage                                          | Beecker Straße 99 Lage                                                                    | Siehe Beecker Straße 99 (Mönchengladbach)                          | Ende 19. Jahrhundert bzw. 1911/1912                                                  | B 144           | 16. August 1994         |
| Wohnhaus                             | Wohnhaus                                           | Bettrather Straße 61 Lage                                                                 | Siehe Bettrather Straße 61 (Mönchengladbach)                       | 1902/1903                                                                            | B 145           | 28. März 1995           |
| Wohnhaus                             | Wohnhaus                                           | Bettrather Straße 63 Lage                                                                 | Siehe Bettrather Straße 63 (Mönchengladbach)                       | 1904                                                                                 | B 146           | 28. März 1995           |
| Wohnhaus                             | Wohnhaus                                           | Bettrather Straße 59 Lage                                                                 | Siehe Bettrather Straße 59 (Mönchengladbach)                       | 1901                                                                                 | B 147           | 28. März 1995           |
| Wohnhaus                             | Wohnhaus                                           | Bettrather Straße 57 Lage                                                                 | Siehe Bettrather Straße 57 (Mönchengladbach)                       | 1900                                                                                 | B 148           | 18. April 1995          |
| Wohnhaus                             | Wohnhaus                                           | Beethovenstraße 16 Lage                                                                   | Siehe Beethovenstraße 16 (Mönchengladbach)                         | 1913                                                                                 | B 150           | 28. März 1995           |
| Wohnhaus                             | Wohnhaus                                           | Beethovenstraße 8 Lage                                                                    | Siehe Beethovenstraße 8 (Mönchengladbach)                          | 1912                                                                                 | B 151           | 28. März 1995           |
| Stadtvilla                           | Stadtvilla                                         | Beethovenstraße 55 Lage                                                                   | Siehe Beethovenstraße 55 (Mönchengladbach)                         | 1928                                                                                 | B 152           | 28. März 1995           |
| Wohnhaus                             | Wohnhaus                                           | Bebericher Straße 1 Lage                                                                  | Siehe Bebericher Straße 1 (Mönchengladbach)                        | 1925/1926                                                                            | B 153           | 7. Dezember 1994        |
| Hochkreuz                            | Hochkreuz                                          | Bockersend Lage                                                                           | Siehe Hochkreuz Bockersend                                         | 1900                                                                                 | B 154           | 12. November 1996       |
| Wohnhaus                             | Wohnhaus                                           | Beethovenstraße 21 Lage                                                                   | Siehe Beethovenstraße 21 (Mönchengladbach)                         | 1928                                                                                 | B 155           | 7. Dezember 1994        |
| Wohnhaus                             | Wohnhaus                                           | Bylandtstraße 15 Lage                                                                     | Siehe Bylandtstraße 15 (Mönchengladbach)                           | 1910                                                                                 | B 156           | 10. September 1996      |
| Wohnhaus                             | Wohnhaus                                           | Bylandtstraße 26 Lage                                                                     | Siehe Bylandtstraße 26 (Mönchengladbach)                           | 1905                                                                                 | B 157           | 10. September 1996      |
| Wohnhaus                             | Wohnhaus                                           | Bylandtstraße 28 Lage                                                                     | Siehe Bylandtstraße 28 (Mönchengladbach)                           | 1903                                                                                 | B 158           | 10. September 1996      |
| Totenhalle                           | Totenhalle                                         | Birkenallee 50 Lage                                                                       | Siehe Totenhalle Mönchengladbach                                   | 1938/41                                                                              | B 159           | 28. März 1995           |
| Wohnhaus                             | Wohnhaus                                           | Bylandtstraße 29 Lage                                                                     | Siehe Bylandtstraße 29 (Mönchengladbach)                           | 1905                                                                                 | B 160           | 10. September 1996      |
| Wohnhaus                             | Wohnhaus                                           | Bylandtstraße 30 Lage                                                                     | Siehe Bylandtstraße 30 (Mönchengladbach)                           | 1903                                                                                 | B 161           | 10. September 1996      |
| Wohnhaus                             | Wohnhaus                                           | Bylandtstraße 31 Lage                                                                     | Siehe Bylandtstraße 31 (Mönchengladbach)                           | 1905                                                                                 | B 162           | 10. September 1996      |
| Wohnhaus                             | Wohnhaus                                           | Blücherstraße 29 Lage                                                                     | Siehe Blücherstraße 29 (Mönchengladbach)                           | Anfang des 20. Jahrhunderts                                                          | B 163           | 23. März 2000           |
| Wohnhaus                             | Wohnhaus                                           | Bleichstraße 8 Lage                                                                       | Siehe Bleichstraße 8 (Mönchengladbach)                             | 1924                                                                                 | B 164           | 30. Oktober 2001        |
| Geschäftshaus                        | Geschäftshaus                                      | Bendhecker Straße 64 Lage                                                                 | Siehe Bendhecker Straße 64 (Mönchengladbach)                       | 1930er Jahre                                                                         | B 165           | 15. Juli 2002           |
| Wohnhaus                             | Wohnhaus                                           | Blücherstraße 25 Lage                                                                     | Siehe Blücherstraße 25 (Mönchengladbach)                           | 1930er Jahre                                                                         | B 166           | 3. Dezember 2002        |
| Gymnasium Am Geroweiher              | Gymnasium Am Geroweiher                            | Balderichstraße 8 Lage                                                                    | Siehe Gymnasium Am Geroweiher                                      | 1952–1957                                                                            | B 167           | 22. November 2004       |
| Transformatorenhaus (Trafoturm)      | Transformatorenhaus (Trafoturm)                    | Baum/Genhollander Heide Lage                                                              | Siehe Transformatorenhaus (Baum)                                   | 1920er Jahre                                                                         | B 168           | 10. Januar 2005         |
| Wohnhaus                             | Wohnhaus                                           | Blücherstraße 31 Lage                                                                     | Siehe Blücherstraße 31 (Mönchengladbach)                           | Anfang des 20. Jahrhunderts                                                          | B 169           | 10. Januar 2005         |
| Ehrengrab Louise Gueury              | Ehrengrab Louise Gueury                            | Bunter Garten Lage                                                                        | Siehe Ehrengrab Louise Gueury                                      | 1900                                                                                 | B 170           | 11. November 2005       |
| Luftschutzbunker                     | Luftschutzbunker                                   | Broicher Straße 164 Lage                                                                  | Siehe Luftschutzbunker (Broich)                                    | 1941                                                                                 | B 171           | 16. März 2009           |
| Kriegergedenkstätte                  | Kriegergedenkstätte                                | Beltinghovener Straße/Roermonder Straße Lage                                              | Siehe Kriegergedenkstätte (Venn)                                   | 18. Jh.                                                                              | B 172           | 30. September 2009      |
| Wegekreuz                            | Wegekreuz                                          | Borrengasse Lage                                                                          | Siehe Wegekreuz Giesenkirchen                                      | 1703                                                                                 | B 173           | 28. Juli 2009           |
| Schule; Aula und Musiksaal           | Schule; Aula und Musiksaal                         | Brucknerallee 58/60 Lage                                                                  | Siehe Hugo-Junkers-Gymnasium                                       | 1952 nach Kriegszerstörung                                                           | B 174           | 13. Januar 2011         |
| Stadtbibliothek Mönchengladbach      | Stadtbibliothek Mönchengladbach                    | Blücherstraße 6 Lage                                                                      | Siehe Stadtbibliothek Mönchengladbach                              | Planung 1958, Bauzeit 1960–1964                                                      | B 175           | 20. September 2013      |
| Kriegerehrenmal                      | Kriegerehrenmal                                    | Beckrather Dorfstraße Lage                                                                |                                                                    | 20. Jahrhundert                                                                      | B 176           | 20. April 2016          |
| weitere Bilder                       | ehemalige abteiliche Wassermühle und Mühlengebäude | Compesmühlenweg 121–125 Lage                                                              | Siehe Compesmühle                                                  | 1851                                                                                 | C 001           | 4. Dezember 1984        |
| Verwaltungsgebäude                   | Verwaltungsgebäude                                 | Croonsallee 40 Lage                                                                       | Siehe Croonsallee 40 (Mönchengladbach)                             | 1894                                                                                 | C 002           | 4. Dezember 1984        |
| Wohnhaus                             | Wohnhaus                                           | Croonsallee 37 Lage                                                                       | Siehe Croonsallee 37 (Mönchengladbach)                             | 1908                                                                                 | C 003           | 14. Mai 1985            |
| Wohnhaus                             | Wohnhaus                                           | Cecilienstraße 50 Lage                                                                    | Siehe Cecilienstraße 50 (Mönchengladbach)                          | 1907                                                                                 | C 004           | 2. März 1989            |
| Wohnhaus                             | Wohnhaus                                           | Cecilienstraße 44 Lage                                                                    | Siehe Cecilienstraße 44 (Mönchengladbach)                          | 1913                                                                                 | C 005           | 3. Februar 1993         |
| Wohnhaus                             | Wohnhaus                                           | Corresburger Weg 5 Lage                                                                   | Siehe Corresburger Weg 5 (Mönchengladbach)                         | 1792                                                                                 | C 006           | 8. Februar 1994         |
| Wohnhaus                             | Wohnhaus                                           | Carl-Diem-Straße 6 Lage                                                                   | Siehe Carl-Diem-Straße 6 (Mönchengladbach)                         | 1891                                                                                 | C 007           | 27. November 1997       |
| Vogelbrücke im Volksgarten           | Vogelbrücke im Volksgarten                         | Carl-Diem-Straße 2 Lage                                                                   | Siehe Vogelbrücke                                                  | 1904                                                                                 | C 008           | 4. Oktober 2012         |